# Prinsessan Sofia
Prinsessan Sofia, Sofia Kristina Bernadotte, född Hellqvist den 6 december 1984 i Täby, är prinsessa av Sverige och hertiginna av Värmland. Sedan 13 juni 2015 är hon gift med prins Carl Philip. De har fyra barn, prins Alexander, prins Gabriel , prins Julian och prinsessan Ines.

## Biografi
Prinsessan Sofia föddes på Danderyds sjukhus och familjen bodde då i Täby kommun. 1991 flyttade familjen till Älvdalen i Dalarna där hon växte upp. Hon är dotter till Erik Oscar Hellqvist (född 3 juni 1949) och Marie Britt, född Rotman (född 24 maj 1957). Sofias far är född i Danmark av svenska föräldrar och flyttade till Sverige vid fem års ålder. Sofias mor är född i Älvdalen. Sofia har två syskon, äldre systern Lina och yngre systern Sara.
Sofia gick estetisk linje på gymnasiet i Vansbro och på fritiden sysslade hon med bland annat dans, teater och spelade även piano.
Vid 18 års ålder flyttade Sofia till Stockholm där hon började arbeta som servitris och glamourmodell. När hon var 20 år gammal var hon fröken Älvdalen i tidningen Slitz och framröstades av läsarna till Miss Slitz 2004.  Efter detta medverkade hon i dokusåpan Paradise Hotel 2005. Hon spelade även badvakt i den svenska kortfilmen Hej Torsten från 2005 i regi av Emil Mkrttchian.
Därefter flyttade hon till New York, där hon utbildade sig till certifierad yogalärare vid YTTP (Yoga To The People). Hellqvist startade därefter ett yogacenter på Manhattan. I New York studerade Sofia Hellqvist även redovisning med inriktning affärsutveckling vid New York Institute of English and Business. Hon har även studerat bland annat global etik och barn- och ungdomsvetenskap vid Stockholms universitet.
Under september och oktober 2009 vistades Sofia i Ghana, där hon utförde volontärarbete. Bland annat besökte hon barnhem och hjälpte till att bygga ett kvinnocenter. År 2010 grundade hon, tillsammans med Frida Vesterberg, organisationen Project Playground som hjälper utsatta barn och ungdomar i Kapstaden i Sydafrika. Hon arbetade i organisationen som generalsekreterare till mars 2015, varefter hon blev dess hedersordförande.
Prinsessan Sofia är sedan 2016 hedersordförande för Sophiahemmet i Stockholm. Som en konsekvens av coronavirusutbrottet arbetade hon under 2020 deltid på sjukhuset med att tvätta, städa och laga mat. Sedan 2020 är prinsessan Sofia medlem i juryn för Svenska hjältar som lyfter människor som gjort insatser över det vanliga inom civilkurage och medmänsklighet. 

### Relationen med prins Carl Philip
I januari 2010 framkom i pressen att Sofia Hellqvist hade ett förhållande med prins Carl Philip. De eklaterade sin förlovning 27 juni 2014 med bröllopet planerat till 13 juni 2015.
Sitt första officiella framträdande tillsammans med Carl Philip gjorde Sofia Hellqvist vid firandet av kronprinsessan Victorias födelsedag på Öland den 14 juli 2014.
17 maj 2015 meddelade hovet att Sofia Hellqvist efter vigseln kommer att bära titeln H.K.H. Prinsessan Sofia, Hertiginna av Värmland.

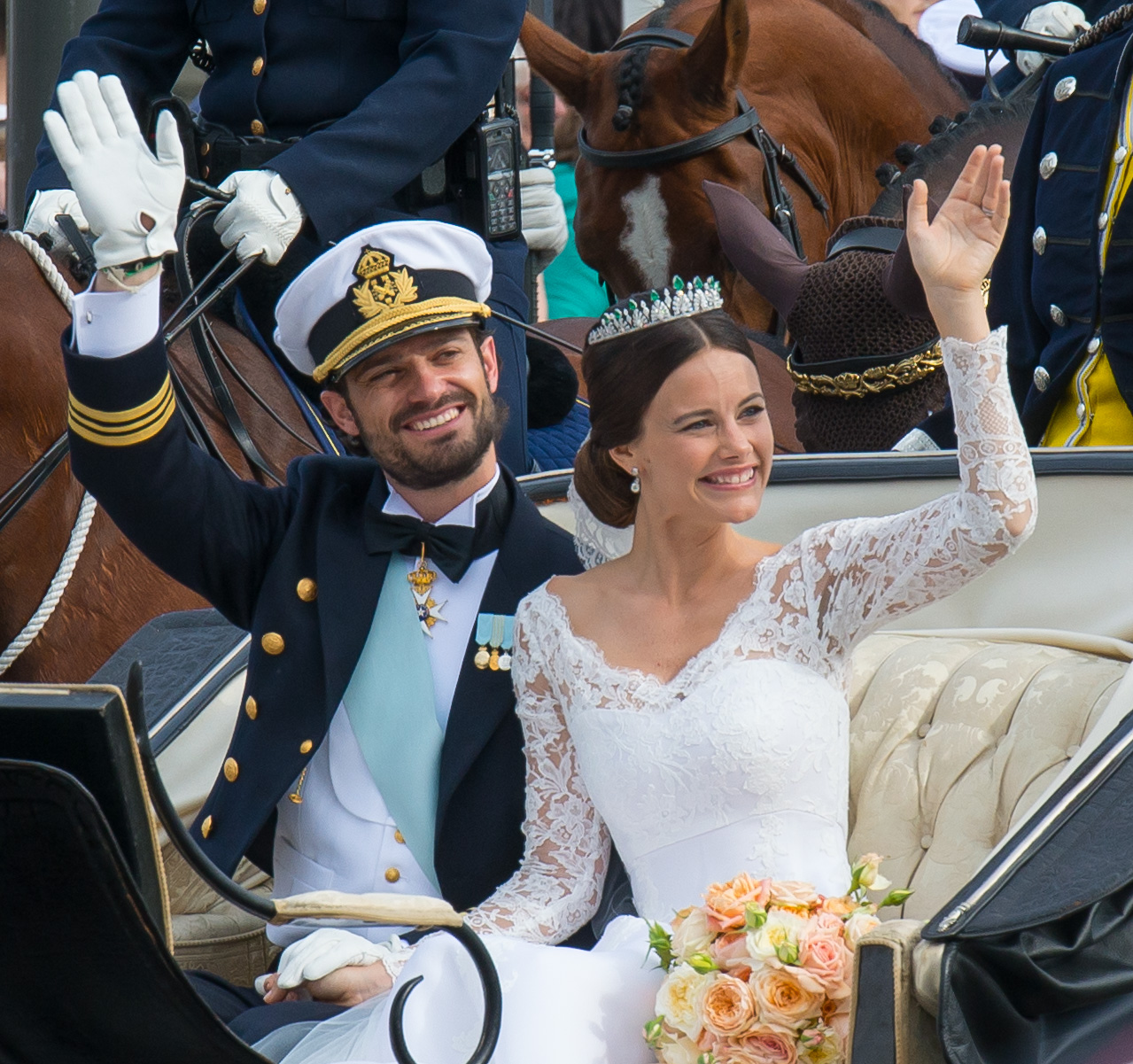
Prinsessan Sofia och prins Carl Philip efter vigseln den 13 juni 2015.

Vigseln mellan prins Carl Philip och Sofia Hellqvist ägde rum 13 juni 2015 i Slottskyrkan i Stockholm. Paret vigdes av överhovpredikanten, biskop emeritus Lars-Göran Lönnermark och hovförsamlingens pastor Michael Bjerkhagen. Bröllopet direktsändes av Sveriges Television. Sofia bar en klänning designad av Ida Sjöstedt. Klänningen var i tre toner av vitt och var gjord i crêpe i helsiden som dubblerats med italiensk sidenorganza. På klänningen och släpet fanns spetsapplikationerna i couturespets. Slöjan var gjord av tunn brudtyll och hade applikationer av skir bomullsspets. Brudbuketten bestod av trädgårdsrosor och myrten från Sofiero. Blommorna gick i olika nyanser av crème och korall och var bundna i en hängande form.
Parets första barn, prins Alexander, föddes den 19 april 2016. Den 31 augusti 2017 föddes parets andre son, prins Gabriel, på Danderyds sjukhus. Parets tredje son, prins Julian, föddes den 26 mars 2021. Den 7 februari 2025 föddes parets fjärde barn, en dotter, prinsessan Ines.

## Titlar, ordnar och utmärkelser
- 1984–2015: Fröken Sofia Kristina Hellqvist
- Sedan 13 juni 2015: Hennes Kunglig Höghet Sofia, Prinsessa av Sverige, Hertiginna av Värmland

### Svenska ordnar och dekorationer
- Ledamot och Kommendör av Kungl. Maj:ts orden (Serafimerorden), fick orden i samband med bröllopet den 13 juni 2015.[34]
- Kungens miniatyrporträtt
- Konung Carl XVI Gustafs jubileumsminnestecken III (30 april 2016)

### Utländska ordnar och utmärkelser
- Storkors av Isländska falkorden, 17 januari 2018[35]
- Storkors av Italienska republikens förtjänstorden, 13 november 2018[36]
- Storkors i särklass av Förbundsrepubliken Tysklands Förtjänstorden (7 september 2021)
- Storkors av Förtjänstorden (16 november 2021)[37]
- Storofficer av Franska Hederslegionen (2024)[38]